# Aspergillus egyptiacus
Aspergillus egyptiacus är en svampart som beskrevs av Moub. & Moustafa 1972. Aspergillus egyptiacus ingår i släktet Aspergillus och familjen Trichocomaceae.   Inga underarter finns listade i Catalogue of Life.